# دستگرد (بشارت)
دستگرد روستایی در دهستان ذلقی شرقی بخش بشارت شهرستان الیگودرز استان لرستان ایران است.

## جمعیت
بر پایه سرشماری عمومی نفوس و مسکن در سال ۱۳۹۵ جمعیت این روستا ۳۳۵ نفر (۷۰خانوار) بوده‌است.